# Madeleine Rakic-Platt
Madeleine "Maddie" Rakic-Platt är en brittisk skådespelare. Rakic-Platt har  jugoslaviskt påbrå och samtliga av hennes syskon (Abby, Jaime och Eloise) är också skådespelare. Hon har studerat vid Chingford Foundation School samt vid Royal Holloway, University of London. Rakic-Platts mest kända roller är som en ung Evey Hammond i V för Vendetta, Lilly Frobisher i Torchwood och Kate Rose i Criminal Justice.

## Filmografi (i urval)
- V for Vendetta (2005)
- Terry Pratchett's Hogfather (2006)
- Forgiven (2007)
- Boy A (2007)